# 林昌二
林昌二（日语：／ Hayashi Shōji，1928年9月23日—2011年11月30日），男，日本建筑师。

## 生平
1928年出生于东京都，1945年毕业于筑波大学附属中学校·高等学校，1953年毕业于东京工业大学工学部建筑系，之后加入日建设计。1990年至1992年担任日本建筑家协会第三任会长。
2011年11月30日在东京都逝世，享年83岁。

## 家庭
妻子林雅子也是建筑师。

## 作品

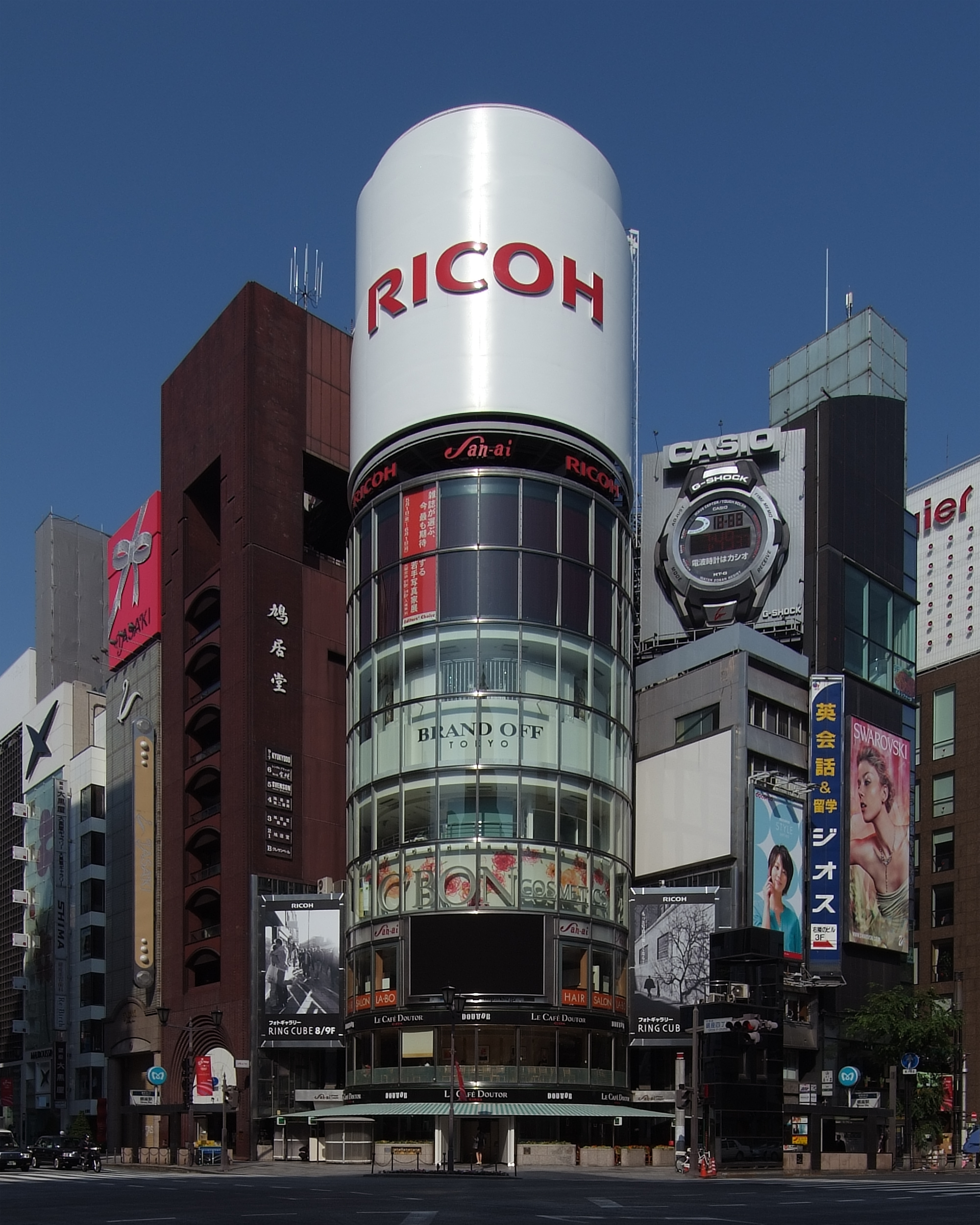
三爱梦想中心 （1962年）
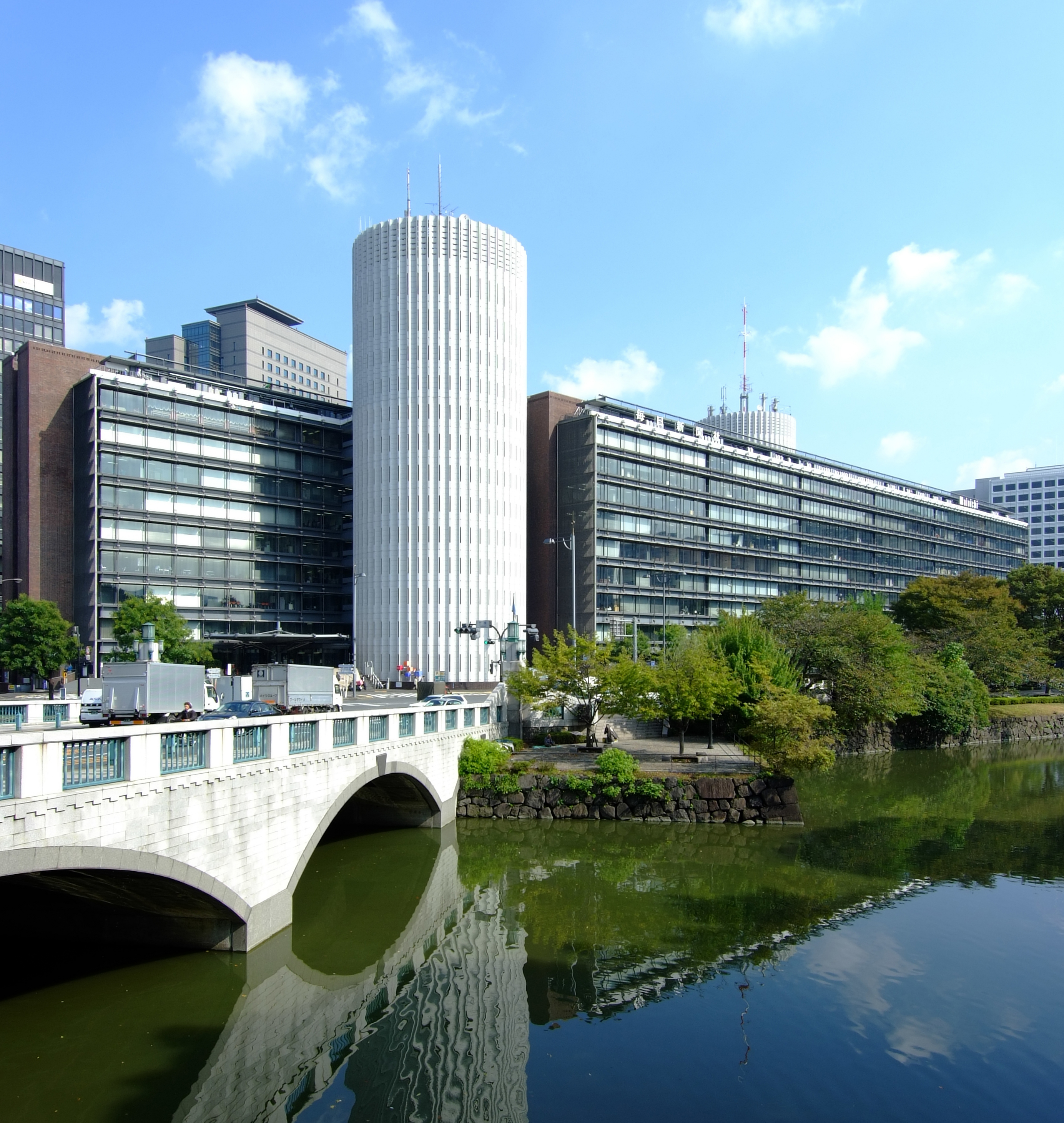
宫畔大厦（1966年）